# Quatre trésors du lettré
Les quatre trésors du lettré (chinois simplifié : 文房四宝 ; chinois traditionnel : 文房四寶 ; pinyin : wénfáng sì bǎo) est une expression dont l'origine date des dynasties du Nord et du Sud (420-589) en Chine, désignant les instruments de calligraphie et de peinture chinoises. 

## Définition
Les quatre trésors sont 《笔、墨、纸、砚》, bǐ, mò, zhǐ, yàn) :
- le pinceau (毛笔, máobǐ) ;
- le bâton d'encre de Chine (墨, mò) ;
- le papier de riz (宣纸, xuānzhǐ) ;
- la pierre à encre (砚台, yàntái).

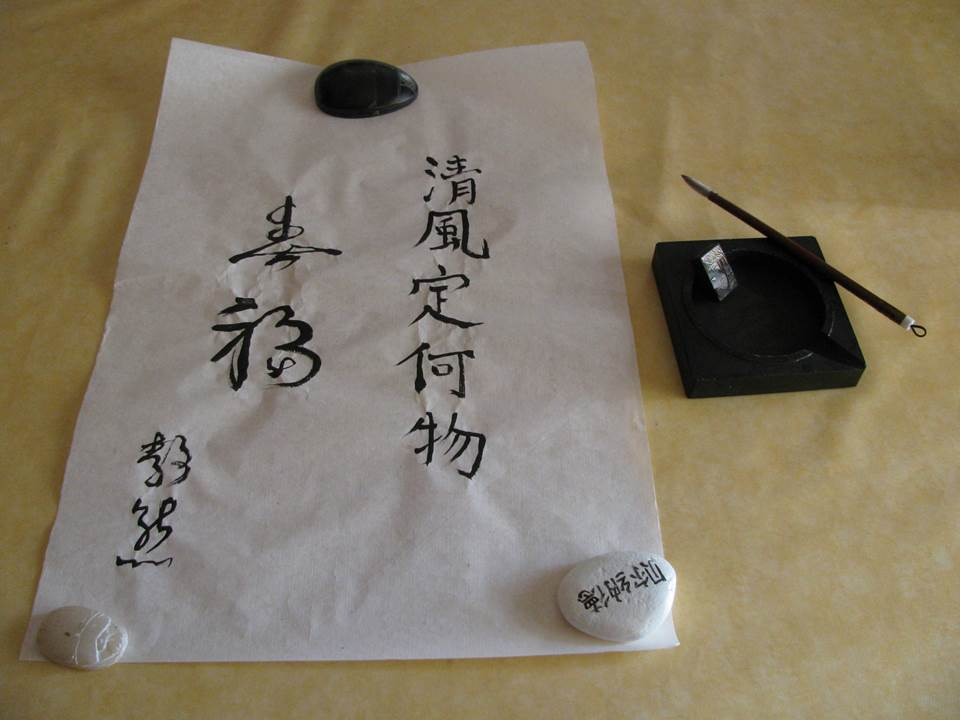
Les quatre trésors du lettré.

Ces instruments de peinture et calligraphie étaient les instruments utilisés quotidiennement par les lettrés d'autrefois.
« Depuis les temps anciens, en Chine et en Extrême-Orient, les instruments de calligraphie et de peinture sont considérés avec le plus grand respect. Parmi eux, le pinceau, l’encre, la pierre à encre et le papier occupent une place particulière : on les appelle “les quatre trésors du lettré”. Avant d’approfondir l’étude de la calligraphie, il faut bien connaître ses instruments. »
« [Ces] Quatre trésors essentiels, le pinceau, l’encre, la pierre à encre, le papier, d’autres trésors associés et tout autant vénérés, contribuent à réaliser, pour le calligraphe, l’accompagnement indispensable de sa progression. »
La fabrication de ces trésors varie d'un pays à l'autre. Les bâtons d'encre japonais traditionnels ne sont pas composés comme en Chine, les pinceaux sont assez différents, et le papier japonais (washi) n'est pas un papier de riz. 
Parmi les autres instruments utilisés en calligraphie orientale, on trouve : le sceau, obligatoirement (l'importance du sceau en Extrême-Orient est considérable, la gravure des sceaux en écriture archaïque (la sigillaire) est un art, le nombre, la taille et la position sur la feuille sont des choix esthétiques majeurs), une verseuse pour ajouter de l'eau à l'encre, un socle pour le bâton d'encre et les pinceaux, un ou des presse-papiers pour maintenir à plat le papier, une couverture de feutrine placée sous le papier pour protéger le meuble servant de table.